# Rabih Abou-Khalil

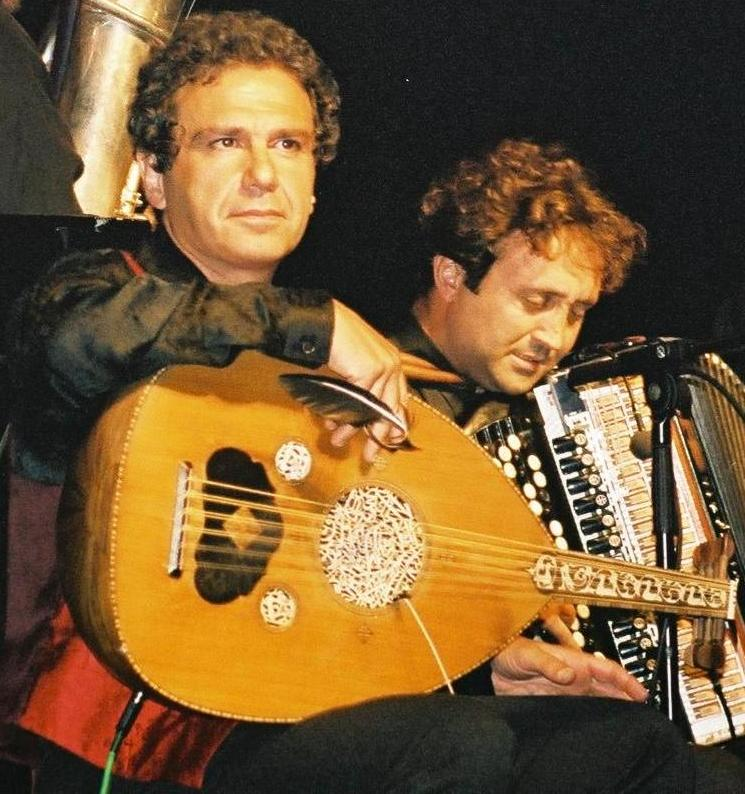
Rabih Abou-Khalil (Jazzfestival Neuwied 2006)

Rabih Abou-Khalil (arabisch ربيع أبو خليل, DMG Rabīʿ Abū Ḫalīl; * 17. August 1957 in Beirut, Libanon) ist ein libanesischer Komponist, Oud-Spieler und Jazzmusiker. Seit 1978 lebte er in München, wo auch die meisten seiner Alben von Enja Records produziert werden. Aktuell lebt er in Frankreich.

## Leben und Wirken
Abou-Khalil studierte arabische und westliche Musik an der Beiruter Kunstakademie. 1978 flüchtete er vor dem libanesischen Bürgerkrieg nach München, wo er Querflöte bei Walter Theurer studierte. Sein Hauptinstrument blieb aber die Oud, die orientalische Kurzhalslaute (Vorläufer der europäischen Laute, Begriffsherkunft arab.: al-ʿūd).
Geoff Dyer schrieb: "Abou-Khalil experimentiert nicht, er sucht. Es ist eine rhythmusgetriebene, in Tradition getränkte Suche. Traditionen, besser gesagt: Arabische Musik, Jazz, Blues. Sozusagen nach vorne schauende Musik, gänzlich eingetaucht in die Vergangenheit."
Die wichtigste Basis seiner Kompositionen und Spielweise ist die arabische Musiktradition, die er mittels Improvisation als moderne Musikspielweise weiterentwickelt und die er bisweilen erfolgreich auch in einen Jazzkontext zu stellen vermag.
Abou-Khalil arbeitet bevorzugt mit „Grenzgängern“ zusammen wie dem Kronos Quartet, dem Ensemble Modern, dem Balanescu Quartett und dem ARTE Quartett sowie Jazzmusikern wie Charlie Mariano, Kenny Wheeler, Joachim Kühn und dem Weltmusiker Glen Velez. Seit den 1990er Jahren tritt er weltweit auf den großen Jazzfestivals auf. 2002 erhielt er eine Ehrenurkunde zum Preis der deutschen Schallplattenkritik für sein Gesamtwerk. Seit 2003 trat er in einer Formation mit Michel Godard, Gabriele Mirabassi, Luciano Biondini und Jarrod Cagwin auf, zu der seit 2004 auch der sardische Sänger und Saxophonist Gavino Murgia kam.
Mit über 500.000 verkauften Tonträgern gehört Abou-Kahlil auf dem deutschen Jazzmarkt zur Spitze bei den Verkäufen. Allein im Jahr 1999 verlieh ihm aufgrund der verkauften Menge die Deutsche Phono-Akademie fünf German Jazz Awards. Durch seine Schallplatten und CDs wurden auch darauf mitmusizierende Künstler bekannt, etwa Howard Levy und Ramesh Shotham. Rhythmusgeber seiner frühen Musikprojekte waren die Rahmentrommel-Spieler Glen Velez bzw. Nabil Khaiat; in den letzten 15 Jahren trat Jarrod Cagwin an ihre Stelle.
Im Jahr 2006 trat Abou-Khalil auch zusammen mit dem BBC Symphony Orchestra auf; das zugehörige Album erschien erst 2010. In diesem Jahr war er auch mit dem ARTE Quartett zu hören.

## Preise und Auszeichnungen
Abou-Khalil wurde 2005 mit RUTH – Der deutsche Weltmusikpreis ausgezeichnet. In der Kategorie „Besondere Instrumente“ erhielt er den Deutschen Jazzpreis 2023.

## Diskografie
- 1984: Bitter Harvest
- 1987: Between Dusk And Dawn
- 1988: Nafas
- 1988: Bukra
- 1990: Roots and Sprouts
- 1991: Al-Jadida (DE: Gold (German Jazz Award))[2]
- 1992: Blue Camel (DE: Gold (German Jazz Award))
- 1993: Tarab (DE: Gold (German Jazz Award))
- 1994: Sultan’s Picnic (DE: Gold (German Jazz Award))
- 1996: Arabian Waltz (DE: Gold (German Jazz Award))
- 1997: Odd Times (DE: Gold (German Jazz Award))
- 1999: Yara (DE: Gold (German Jazz Award))
- 2001: Cactus of Knowledge (DE: Gold (German Jazz Award))
- 2002: Il Sospiro
- 2003: Morton’s Foot
- 2005: Journey to the Centre of an Egg (mit Joachim Kühn)
- 2007: Songs for Sad Women
- 2008: Em Português
- 2008: Selection (Kompilation)
- 2010: Trouble in Jerusalem
- 2012: Hungry People
- 2019: The Flood and the Fate of the Fish[3]